# Olof Ulrichsson
Olof Ulrichsson (Olavus Ulrici), död omkring 1560 i Danmark, var en dansk-svensk boktryckare.
Olof Ulrichsson härstammade troligen från Danmark, han är troligen identisk med en student som inskrevs vid Greifswalds universitet 1499 och prästen Olavus Ulrici som på 1520-talet var verksam i Söderköping. Han var ledare för det tryckeri som Hans Brask 1522 eller 1523 upprättade i Söderköping som ett led i sin antilutherska propagandaverksamhet. Endast två av tryckeriets böcker har bevarats, Historia Sancti Nicolai Lincopensis och Manuale Lincopense. Tryckeriet lades ned 1526 på Gustav Vasas befallning, och Olof Ulrichsson flyttade då över till Danmark. Från 1528 verkade han i Malmö som boktryckare i den danska reformationens tjänst. Perioden 1525–1533 av vilka de flesta gått förlorade. Bland de bevarade märks Peter Laurentzens Malmöbog (1530) och dennes Beretning om Forhandlingerne paa Herredagen i Køpenhavn 1530. Han tryckte även en luthersk mässbok 1528, den äldsta danska psalmboken samma år och Luthers katekes i dansk översättning 1537. Efter 1539 är endast ett fåtal alster från hans tryckeri kända. Bland dessa finns några profana böcker som Henrik Smiths En Ny Urtegaard (1546) och en dansk översättning av Aisopos fabler som utkom 1556 och är den sista kända bok som Olof Ulrichsson tryckt.